# 長崎県立ろう学校佐世保分教室
長崎県立ろう学校佐世保分教室（ながさきけんりつ ろうがっこう させぼぶんきょうしつ）は、長崎県佐世保市小舟町にある県立特別支援学校。県北の聴覚障害教育を担う学校である。なお、本校の長崎県立ろう学校は大村市にある。
2019年（平成31年）4月に分校から分教室となった。

## 所在地
- 佐世保市北東部の柚木（ゆのき）地区にある。

## 学部
- 幼稚部
- 小学部
- 中学部

## 校訓
- 「敬愛・創造・自律」を、各部でわかりやすいように、次のように言い換えている。
  - 幼稚部 - 「なかよくしよう・よくかんがえよう・しっかりがんばろう」
  - 小学部 - 「思いやる心・工夫する心・強い心」
  - 中学部 - 「敬愛・創造・自律」

## 校歌
- 1988年（昭和63年）6月に制定。
- 作詞: 森義男
- 作曲: 朝永仁
- 3番まである。

## 沿革
- 1951年（昭和26年）4月 - 長崎県立ろう学校佐世保分校が万徳町に開校。
- 1966年（昭和41年）4月 - 幼稚部（5歳児学級）を新設。
- 1970年（昭和45年）4月 - 幼稚部（4歳児学級）を新設。
- 1972年（昭和47年）9月 - 新校舎（小舟町）へ移転。
- 1975年（昭和50年）4月 - 中学部を設置。
- 1976年（昭和51年）4月 - 長崎県立佐世保ろう学校として分離・独立。
- 1977年（昭和52年）4月 - 幼稚部（3歳児学級）と重複学級（小学部）が認可される。
- 1978年（昭和53年）4月 - 重複学級（中学部）が認可される。
- 1987年（昭和62年）3月 - 校訓を制定。
- 1988年（昭和63年）6月 - 校歌を制定。
- 1992年（平成4年）1月 - 山形県立酒田聾学校と姉妹校の提携。
- 1998年（平成10年）7月 - 山形県立酒田聾学校との合同修学旅行（静岡県御殿場市）。
- 2000年（平成12年）11月 - 創立50周年記念式典を挙行。
- 2006年（平成18年）4月 - 長崎県立ろう学校佐世保分校となる。
- 2019年（平成31年）4月 - 長崎県立ろう学校佐世保分教室となる[1]。

## 部活動
- 中学部に陸上競技部がある。

## アクセス
- 西肥バス -「藤山神社入口」「播磨橋」バス停
- 佐世保中心部より国道204号（平戸街道）を北上、瀬戸越町交差点で右折、国道498号を東へ

## 周辺
- 藤山神社
- 播磨橋
- 柚木団地
- 佐世保市立柚木中学校

## 参考資料
1. 1 2  平成30年12月定例教育委員会資料（長崎県立学校管理規則の一部改正について） (PDF)  - 長崎県ウェブサイト